# El informal
El informal va ser un programa humorístic de televisió de format en directe i diari de dilluns a divendres emès per la cadena espanyola Telecinco entre 13 de juliol de 1998 i 5 d'abril de 2002, en l'accés horari central, de 21:30h a 22:05h.
En any 2012, Miki Nadal va presentar la idea a La Sexta per a ressuscitar El informal, fins i tot fent la gestió de contactar a còmics per a formar equip però, tal com informa una treballadora de la productora Imagina, el projecte va ser rebutjat.

## Presentadors
- Javier Capitán: director i líder del programa. Abans d' El informal era molt popular per les seves imitacions a RNE de Felipe González i altres personatges de l'actualitat com Jordi Pujol o Alfredo Di Stéfano entre d'altres. En el programa ell feia un paper d'home "seriós", encara que això no impedia que participés en les bromes com els altres, destacant la seva compenetració amb Florentino Fernández.

- Florentino Fernández: procedent d'un programa de Telecinco presentat per Pepe Navarro Esta noche cruzamos el Mississippi, interpretava un rol de presentador còmic i s'encarregava de realitzar doblatges de vídeos, així com a la creació de personatges nous i afegitons per al programa.

### Col·laboradors principals
- Inma del Moral: primera reportera del programa des de 1998 fins a 1999, s'encarregava de la cobertura d'esdeveniments polítics, culturals i esportius, així com d'entrevistes a famosos. El seu rol era el d'una persona seductora a la qual Florentino intentava conquistar durant tots els programes, encara que sense èxit. Inma va abandonar el programa després d'iniciar una relació sentimental amb Pedro Ruiz, un dels blancs de les bromes que feia el programa.

- Félix Álvarez: també conegut com a Felisuco, sortia al carrer per a fer reportatges més informals, preguntant a la gent del carrer la seva opinió. També col·laborava doblegant vídeos i participant en sketches. També va ser l'encarregat de realitzar l'any 2000 la secció Tocomocho, en la qual realitzava barates per a ajudar famílies necessitades. Destacava com a moment còmic la interacció amb Florentino: aquest li deia Suco, suco, mi Felisuco, cabeza buco a Félix, qui l'anomenava Focamonje. En 1999 presentà junt amb Sergi Mas El informal del verano.

- Patricia Conde: reportera del programa i substituta d'Inma del Moral, des de 1999 fins a la finalització del programa. Segons ella en realitat és d'un altre planeta, feia un rol de persona boja i despistada i va ocupar més protagonisme en l'estudi del programa. Participava activament en els sketches a més de realitzar els reportatges de carrer, tenint més protagonisme que el que va tenir Inma en el seu moment. Va entrar com a reportera a El informal del verano i va passar al programa.

- Miki Nadal: S'incorpora al programa en 1999. Miki s'encarregava de doblatge i sketches en estudi, sent recordats els seus doblatges de Arnold Schwarzenegger amb accent aragonès (El Chuache) o les seves imitacions de Raphael.

- Mario Gil: Antic teclista del grup de techno-pop dels vuitanta La Mode. Encarregat del so i música en el programa, també va participar en diversos sketxos en estudi fins a ser gairebé un habitual dels mateixos al final del programa.

### Altres col·laboradors
Els següents col·laboradors destaquen per haver realitzat una aparició breu en el programa.
- Sergi Mas: en 1999 va presentar juntament amb Félix Álvarez la versió estiuenca d' El informal.[2]

- Aitor Alonso: reporter durant "El informal del verano", s'encarregava dels reportatges fent el treball que habitualment exercia Félix, reportatges a peu de carrer.

- Marilyn Torres: actriu cubana, realitzava reportatges especials a "El informal del verano" i participava en bromes en l'estudi.

- Alicia Ramírez: abans d'El informal va participar en el programa La parodia nacional i en el substitut que va realitzar Globomedia per a l'estiu de l'any 2000, Emisión Imposible a ser el salt amb el qual va passar al programa, durant tota la temporada 3 (2000-2001). La seva comesa era participar en doblatges, imitar a la cantant Tamara "La Dolenta" i fer algunes seccions com "Perdone las disculpas", on entrevistaven un blanc de les bromes del programa per a demanar-li disculpes. El seu pas va ser efímer, ja que va acabar presentant els resums del programa Supervivientes.

- Maribel Casany: va ser l'últim fitxatge d' El informal, procedent del substitut del programa a l'estiu de 2001, Nada personal. A El informal es va encarregar de cobrir entrevistes a personatges famosos. Abans de participar en el programa es dedicava, sobretot, al teatre.

## Continguts
Presentat per Javier Capitán (Capi) i Florentino Fernández (també anomenat "Fernández" o "Flo" en l'espai), el programa comptava amb la col·laboració de l'humorista Miguel Nadal (Miki) i els reporters Félix Álvarez (Felisuco) i Inma del Moral, qui posteriorment va ser substituïda per Patricia Conde (Requetepatri). El programa també comptava amb la col·laboració de Mario (encarregat de la banda sonora i els efectes de so) i Fernando Costilla com doblador habitual. El format consistia a resumir les notícies del dia, (incloent política, cor, etc.), enfocant-les des d'un punt de vista humorístic per mitjà de diversos sketches, vídeos doblegats, imitacions, entrevistes, etc.
A això calia sumar algunes seccions fixes, no necessàriament vinculades a l'actualitat, que van fer que El informal es consolidés com el líder de l'humor per un temps. Seccions com "Pffff(Pifias)... Mentales", "La inquietante hora de Landau", "Ciencia Patós", "Jeta a Jeta con Fernández", "Parecidos Razonables", "Cantando las 40", "Colocón, Colocón", "La Sección de Charlton Heston", "Falsas Tomas Falsas", "El Euro Feroz".... entre d'altres.
Cada 100 programes s'emetia un programa especial de l'espai on s'incloïa un número musical que parodiava cançons i videoclips de determinats temes musicals clàssics, com "Que Manía" (en referència al conegut Mamma Mia d'ABBA), "Me quiero Reír" (En homenatge a la cançó I Want to break Free de Queen, amb una intro al vídeo de Bohemian Rhapsody), el "Raro Malo" (paròdia de Thriller de Michael Jackson) o "El Pelo P'Atrás" (Stayn Alive dels Bee Gees), a més de la primera de les paròdies, "Vaca Burra" (de la cançó Every Breath You Take de The Police). L'últim va ser "Gris" (també conegut com a "Estoy hecho un Chaval"), paròdia del tema You Are The One That I Want de la pel·lícula Grease.
Va ser tal el seu èxit que es va realitzar un especial Nit de cap d'any titulat "El Informal: Especial 2000", d'una hora i mitja de durada emès el 31 de desembre de 1999. En ell, els integrants del grup al complet van fer acte de presència, tots els seus personatges paròdia van aparèixer, així com convidats especials i les seccions més reconegudes del programa. Tots els continguts giraven entorn d'una trama comuna que involucrava a Fernández, que semblava estar atrapat en el mateix dia, repetint-se una vegada i una altra l'enregistrament del programa El Informal del 31 de desembre de 1999 sense que el temps semblés avançar per ell, en clara referència i paròdia al film Atrapat en el temps Aquest especial va comptar també amb les seves pròpies preses falses i escenes eliminades en els crèdits del mateix i l'estrena exclusiva del videoclip paròdia "Si la Cosa está Mal, Voy a Sacedón" (versió de I Still Haven't Found What I’m Looking For d'U2).
Durant el temps que es va mantenir en antena, els responsables del programa van crear una autèntica mitologia paródica, repleta de personatges estrafolaris com Kgil Kong (referit a Jesús Gil), el Sargento Tárrega, el Mestro Monje Rama-Lama Din Don, l' Hombre de la puerta Nº 3, el Brigadier Pepis o el Poli Risitas, entre d'altres; a més de tot un vocabulari còmic compost d'expressions com: "¿"Guepa","Guepa", "Guepacha"?", "¿Bo que "Pacha"?", "Tiki, Tiki, Tii, no me "Cansun" Nenitas", "¡Po "Cojonúo"!", "Requetequete", "¡Vaaamoooooos!", "¡Que te voy a canear!", "Lo que diga la "Ru-biar"", "Me Congratulaaa que visiten mi templo de "Sabidurida"...", "Focamonje" o "Facinenrioso", que es van fer molt populars durant aquells anys.
Les víctimes de les seves bromes, paròdies i sàtires van ser tot tipus i classe de polítics, futbolistes, famosos, personatges de dibuixos animats i altres personalitats procedents de l'actualitat, com El Pozí, Bette Davis, Cristina Tárrega, Fernando Fernán Gómez, El Dioni, Michael Landon, El Cuñao, José María Aznar, Bertín Osborne, Carmina Ordóñez, John Lennon (amb: "No me abras mas ventanas...", versió especial d'Imagine), Queen (amb: "Me quiero reír", versió especial de I Want to Break Free), Jesús Gil y Gil, Joan Carles I, Errol Flynn (en especial la seva aparició a "El Burlador de Castilla"), George W. Bush, Tony Blair, Reina Elisabet II, Arnold Schwarzenegger (a qui batejaren com "El Chuache" i dotaren d'un curiós accent maño, obra de Miki Nadal), Charlton Heston, Alfred Hitchcock, Sylvester Stallone, l'abella Maia i Willy, Austin Powers (Mike Myers), Dr. Maligne, Mini-Yo, Mariano Rajoy, Francisco Álvarez-Cascos, Landau, John Wayne, Louis van Gaal, Mike Tyson, Manuel Chaves, Alfredo Di Stéfano, Fernandisco, Antonio Banderas o Manuel Benítez «El Cordobés», entre molts altres.
El programa va ser cancel·lat en abril de 2002 degut principalment a una baixada d'audiència conseqüència de l'arribada dels Reality xou a la cadena i els programes del cor. Ja durant una part de les seves últimes temporades va haver de compartir horari amb els resums de Gran Hermano, i va veure notablement reduïda la seva durada a escassos 15-20 minuts. Però el cop definitiu va ser l'èxit de la primera edició d'Operación Triunfo a TVE, els resums del qual (emesos a La 2) aconseguien millors resultats d'audiència en idèntics horaris.

## Premis
- Antena de Oro 1999
- Premis ATV: Finalista al Millor Comunicador de Programes d'Entreteniment per a Florentino Fernández: 1999
- TP d'Or 1999, 2000 i 2001: Millor programa d'actualitat i reportatges: 1999, 2000, 2001, i personatge Revelació per a Florentino Fernández: 1999
- Premi Ondas: Millor Programa d'Entreteniment: 2001
- GECA al Programa d'Humor Més Seguit: 1999